# Stammzellenleukämie
Die Stammzellenleukämie ist ein heute meist nicht mehr verwendeter Begriff für eine akute Leukämie mit undifferenzierten Zellen, der nur behelfsweise als Diagnose dient, bis durch zytologische Untersuchungen eine Zuordnung zu der myeloischen (akute myeloische Leukämie) oder der lymphatischen Reihe (akute lymphatische Leukämie) gelingt.